# Sava (okręg Kluż)
Sava – wieś w Rumunii, w okręgu Kluż, w gminie Pălatca. W 2011 roku liczyła 199 mieszkańców.